# Steve Tracy
 (avril 2025).
Si vous disposez d'ouvrages ou d'articles de référence ou si vous connaissez des sites web de qualité traitant du thème abordé ici, merci de compléter l'article en donnant les références utiles à sa vérifiabilité et en les liant à la section « Notes et références ».
 (avril 2025).
Steve Tracy, né Steve Crumrine, est un acteur américain d'origine juive né le 3 octobre 1952 à Canton, Ohio et mort le 27 novembre 1986 à Tampa (Floride).
Il mesurait 1,60 m et est principalement connu pour son rôle de Percival Dalton/Cohen dans La Petite Maison dans la prairie où il devient l'époux de Nellie Oleson (Alison Arngrim).
Atteint du sida, il meurt à l'âge de 34 ans.

## Sa vie personnelle
Steve Tracy a étudié à l'université du Kent, au département théâtre de la « LACC's Theatre Department » et à l'atelier de comédie de Harvey Lembeck's.

## Ses débuts
Il débute dans des petits rôles dans les années 70 en tant que figurant avant de débuter dans la série culte La Petite Maison dans la prairie.
Michael Landon le remarque alors et l'engage pour le rôle de Percival Dalton dans la série La Petite Maison dans la prairie. Alison Arngrim a recueilli à son sujet de nombreuses critiques positives, qui ne cessent pas même après la fin de la série. Elle cite de nombreuses anecdotes dans son autobiographie et notamment que Michael Landon vint vers elle et lui dit " Tu vas te marier, il est petit, il a du caractère", et s’écria en triomphant, " il est juif ! ". Steve se montra très audacieux, il marqua un point en ayant dans sa poche de poitrine gauche un flacon de spray buccal Binaca qu'il pouvait utiliser avant chaque baiser.
Sa dernière apparition à la télévision est en 1987 dans « la vallée de l'autre monde» diffusée juste après sa mort.
Mais Steve Tracy a aussi eu deux rôles intéressants au cinéma : dans Desperate Moves, un film à petit budget dont il était le héros en 1980 (une histoire d'amour sur fond de skate board) il y joue le rôle d'Andy Steigler, et dans American Class (1982) pour lequel il s'était rasé le crâne, car il jouait un adepte de Krishna.

## Filmographie

### Cinéma
- 1977 : Heavy Equipment : Chester
- 1979 : Ultra Vixens : Rhett
- 1981 : Desperate Moves : Andy Steigler
- 1982 : Class Reunion : Milt Friedman
- 1984 : Party Games for Adults Only : Steven
- 1986 : Say Yes : Un employé de bureau

### Télévision
- 1978 : James at 15 (Série TV) : Ernie
- 1979 : Quincy M.E. (Série TV) : Un gosse
- 1980-1981 : La Petite Maison dans la prairie (The Little House on the Prairie) (Série TV) : Percival Dalton
- 1982 : The Jeffersons (Série TV) : Steve
- 1987 : Histoires de l'autre monde (Tales from the Darkside) (Série TV) : Robber

## Théâtre
A Los Angeles:
The Chicago Conspiracy Trial
 
Odyssey Theatre

Christmas Fantasies
 
Fractures

The Nuns

Kiss Me Kate

AIDS/Us

## Sa maladie
À l'âge de 32 ans, Steve apprend qu'il a le sida, et décide de rendre publique sa maladie, dans une émission américaine de l'époque A.M. Los Angeles ainsi qu'au sein du journal américain The National Enquirer, magazine tabloïd à scandales à une époque où très peu de célébrités osent encore. C'était aussi une époque où l'on connaissait très peu de choses sur la maladie. Alison Arngrim s'est depuis beaucoup investie contre cette maladie.
Alison Arngrim, lors d'une interview dans le magazine Têtu, dit :" J'ai vu la souffrance de Steve Tracy, le comédien qui incarnait mon mari dans les dernières saisons de la série. Il était gay, mais peu de gens à part moi le savaient dans l'équipe. Il a dit publiquement qu'il était «bisexuel», c'était encore très rare dans les années 70. Il a appris qu'il était contaminé au début des années 80, alors qu'on savait encore peu de choses sur la maladie. Il a été extrêmement courageux. Il était d'accord pour tester de nouveaux médicaments, en disant que même si ça ne marchait pas sur lui, cela serait utile pour d'autres. Auprès de lui, j'ai vu à quel point l'ignorance pouvait blesser, j'ai vu ses souffrances. Après sa mort, j'ai tenté à mon niveau d'être active et d'attirer l'attention de l'opinion sur cette situation."
Beaucoup d'amis se détournèrent de lui, sauf Alison Arngrim qui restait toutefois avec lui.
Dans la biographie d'Alison Arngrim elle dit : " Les services de pompes funèbres contactés par sa mère lui refusèrent une crémation car ils ne voulaient pas s'occuper du corps. Elle appela une autre entreprise et reçut la même réponse. Puis une autre, et une autre et encore une autre, essuyant toujours le même refus, la mère de Steve finit par trouver un service des pompes funèbres qui accepta. C'était la seule entreprise de la ville appartenant à des Afro-Américains.
Les acteurs de la petite maison font front à ses côtés : sa fidèle confidente Alison Arngrim qui l'accompagnait régulièrement à l'hôpital, mais aussi Melissa Gilbert qui organise une soirée dans son appartement en l'honneur de Steve, et y convie la plupart des anciens héros de la série.

## Décès
Dans une nuit de novembre, Steve appela Alison Arngrim en lui disant qu'il lui restait peu de temps à vivre. Le 27 novembre 1986, il meurt. Il dit à Alison : « Ne t'inquiète pas, ce n'est pas la fin c'est juste un changement de relation ».
Par la suite, Alison Arngrim s'est impliquée dans la lutte contre le SIDA. Le dernier vœu de Steve a été exaucé puisque ses cendres ont été dispersées sous le signe Hollywood à Hollywood Hills, Los Angeles, sous la lettre « D ».
Pour des millions de téléspectateurs, il restera Percival, le petit homme qui a réussi à dompter « la peste » Nellie.